# Yū Yasukawa
Yū Yasukawa (japanisch 安川 有 Yasukawa Yū; * 24. Mai 1988 in Fukuoka) ist ein ehemaliger japanischer Fußballspieler.

## Karriere
Yasukawa erlernte das Fußballspielen in der Jugendmannschaft von Avispa Fukuoka und der Universitätsmannschaft der Dōshisha-Universität. Seinen ersten Vertrag unterschrieb er 2011 bei Ōita Trinita. Der Verein spielte in der zweithöchsten Liga des Landes, der J2 League. Am Ende der Saison 2012 stieg der Verein in die J1 League auf. Am Ende der Saison 2013 stieg der Verein wieder in die J2 League ab. Für den Verein absolvierte er 136 Ligaspiele. 2016 wechselte er zum Ligakonkurrenten Matsumoto Yamaga FC. Für den Verein absolvierte er 31 Ligaspiele. Ende 2018 beendete er seine Karriere als Fußballspieler.